# Міхалін (Жирардовський повіт)
Міхалін (пол. Michalin) — село в Польщі, у гміні Мщонув Жирардовського повіту Мазовецького воєводства.
У 1975-1998 роках село належало до Скерневицького воєводства.